# پرامولو
پرامولو (به ایتالیایی: Pramollo) یک کومونه در ایتالیا است که در استان تورین واقع شده‌است. پرامولو ۲۲٫۴ کیلومتر مربع مساحت و ۲۴۸ نفر جمعیت دارد و ۱٬۰۷۱ متر بالاتر از سطح دریا واقع شده‌است.